# Mistrzostwa Świata w Zapasach 1989
37. Mistrzostwa Świata w Zapasach – odbyły się one w 1989 roku w szwajcarskiej miejscowości Martigny.

## Styl klasyczny – mężczyźni
| Kategoria wagowa | Złoto                | Srebro              | Brąz                 |
| ---------------- | -------------------- | ------------------- | -------------------- |
| -48 kg           | Oleg Kuczerenko      | Lars Rønningen      | Gwon Deog-yong       |
| -52 kg           | Aleksandr Ignatienko | Remzi Öztürk        | An Han-bong          |
| -57 kg           | Emił Iwanow          | Aleksandr Szestakow | András Sike          |
| -62 kg           | Kamandar Madżydow    | Heo Byeong-ho       | Mario Olivera        |
| -68 kg           | Claudio Passarelli   | Ghani Yalouz        | Lewon Dżulfalakian   |
| -74 kg           | Däulet Turłychanow   | Anton Arghira       | Petyr Tenew          |
| -82 kg           | Tibor Komáromi       | Michaił Mamiaszwili | Magnus Fredriksson   |
| -90 kg           | Maik Bullmann        | Mike Foy            | Roger Gries          |
| -100 kg          | Gerhard Himmel       | Ilija Georgiew      | Anatolij Fiedorienko |
| -130 kg          | Aleksandr Karielin   | László Klauz        | Tomas Johansson      |

### Tabela medalowa (styl klasyczny mężczyzn)
| Pozycja | Państwo  | Złota | Srebra | Brązy |
| ------- | -------- | ----- | ------ | ----- |
| 1       | ZSRR     | 5     | 2      | 2     |
| 2       | Niemcy   | 2     | 0      | 1     |
| 3       | Węgry    | 1     | 1      | 1     |
|         | Bułgaria | 1     | 1      | 1     |
| 5       | NRD      | 1     | 0      | 0     |

## Styl wolny – mężczyźni
| Kategoria wagowa | Złoto                | Srebro              | Brąz             |
| ---------------- | -------------------- | ------------------- | ---------------- |
| -48 kg           | Kim Jong-sin         | Ri Hak-son          | Gnel Medszlumjan |
| -52 kg           | Walentin Jordanow    | Władimir Toguzow    | Madżid Torkan    |
| -57 kg           | Kim Sik-seung        | Askari Mohammadijan | Rumen Pawłow     |
| -62 kg           | John Smith           | Gary Bohay          | Karsten Polky    |
| -68 kg           | Boris Budajew        | Kōsei Akaishi       | Ahmet Cakici     |
| -74 kg           | Kenny Monday         | Arsen Fadzajew      | Lodojn Enchbajar |
| -82 kg           | Elmadi Żabraiłow     | Melvin Douglas      | Alcide Legrand   |
| -90 kg           | Macharbiek Chadarcew | Jim Scherr          | Gábor Tóth       |
| -100 kg          | Achmied Atawow       | William Scherr      | Uwe Neupert      |
| -130 kg          | Ali Reza Solejmani   | Bruce Baumgartner   | Asłan Chadarcew  |

### Tabela medalowa (styl wolny mężczyzn)
| Pozycja | Państwo           | Złota | Srebra | Brązy |
| ------- | ----------------- | ----- | ------ | ----- |
| 1       | ZSRR              | 4     | 2      | 2     |
| 2       | Stany Zjednoczone | 2     | 4      | 0     |
| 3       | Korea Południowa  | 2     | 0      | 0     |
| 4       | Iran              | 1     | 1      | 1     |
| 5       | Bułgaria          | 1     | 0      | 1     |
| ...     |                   |       |        |       |
| 9       | NRD               | 0     | 0      | 2     |
| 10      | Niemcy            | 0     | 0      | 1     |

## Styl wolny – kobiety
| Kategoria wagowa | Złoto            | Srebro           | Brąz               |
| ---------------- | ---------------- | ---------------- | ------------------ |
| -44 kg           | Shōko Yoshimura  | Huang Yu-hsin    | Trine Strand       |
| -47 kg           | Chen Ming-hsiu   | Tomoko Matsumeda | Afsoon Roshanzamir |
| -50 kg           | Anne Holten      | Asia de Weese    | Martine Poupon     |
| -53 kg           | Sylvie van Gucht | Chou Yu-ping     | Lotte Søvre        |
| -57 kg           | Gudrun Høie      | Ryōko Sakae      | Inge Krasser       |
| -61 kg           | Jocelyne Sagon   | Ine Barlie       | Kimie Hoshikawa    |
| -65 kg           | Emmanuelle Blind | Nina Nilsen      | Akiko Iijima       |
| -70 kg           | Georgette Jean   | Leia Kawaii      | Reina Iwama        |
| -75 kg           | Miyako Shimizu   | Kirsten Borgen   | –                  |

### Tabela medalowa (styl wolny kobiet)
| Pozycja | Państwo           | Złoto | Srebra | Brązy |
| ------- | ----------------- | ----- | ------ | ----- |
| 1       | Francja           | 4     | 0      | 1     |
| 2       | Norwegia          | 2     | 3      | 2     |
| 3       | Japonia           | 2     | 2      | 3     |
| 4       | Chińskie Tajpej   | 1     | 2      | 0     |
| 5       | Stany Zjednoczone | 0     | 2      | 1     |
| 6       | Szwajcaria        | 0     | 0      | 1     |